# غلين شاندلير
غلين شاندلير (بالإنجليزية: Glenn Chandler)‏ (12 مارس 1949، إدنبرة في المملكة المتحدة)؛ كاتب مسرحي، كاتب سيناريو وروائي .

## روابط خارجية
- غلين شاندلير على موقع IMDb (الإنجليزية)
- غلين شاندلير على موقع ألو سيني (الفرنسية)
- غلين شاندلير على موقع أول موفي (الإنجليزية)
- غلين شاندلير على موقع قاعدة بيانات الأفلام السويدية (السويدية)
- غلين شاندلير على موقع قاعدة بيانات الفيلم (الإنجليزية)
- غلين شاندلير على موقع كينوبويسك (الروسية)